# Sylvia Witteman
Sylvia Agnes Godefrida Witteman (Bloemendaal, 9 oktober 1965) is een Nederlandse columniste. Van 2005 tot eind 2024 schreef ze columns voor het landelijke dagblad de Volkskrant; vanaf 4 februari 2025 voor Het Parool. 

## Familie
Haar vader, Wim Witteman, was enige tijd dirigent van het Ricciotti Ensemble, en haar grootmoeder van vaders zijde was Johanna Cecilia Andriessen (1902-1986), zus van Willem, Hendrik en Mari Andriessen. Haar oom, de broer van haar vader, is journalist en televisiepresentator Paul Witteman (geb. 1946). Haar grootvader van moeders zijde was de opticien Raphaël Hendrik Endenburg (4 juni 1912 te Soerabaja, Java (Nederlands-Indië) - 21 april 1945 te Sachsenhausen). Vanwege zijn werk voor het verzet is hij opgenomen in de Erelijst van Gevallenen 1940-1945. Ze schreef over hem in een column, 'Waarom is dat zoeken naar je stamboom zo extreem populair?', die de Volkskrant op 11 oktober 2019 publiceerde. Haar echtgenoot Philippe Remarque, die in haar columns optreedt als "huisgenoot P.", was van juli 2010 tot september 2019 hoofdredacteur van de Volkskrant. Daarna werd hij onder meer uitgever van die krant. Zij hebben drie kinderen, die in haar columns voorkomen onder de namen Muis, Boelie en Shrimp. 

## Leven
Witteman groeide op in Overveen. Haar middelbare schoolopleiding bracht ze door in een eenoudergezin. Ze bezocht verschillende VWO-scholen in Haarlem (1978-1985), onder andere aan het Stedelijk Gymnasium Haarlem. Ze studeerde eerst rechten aan de Universiteit van Amsterdam (1985-1986) en vervolgens Nederlands (1987-1991).  De studie maakte ze niet af, want toen haar echtgenoot, de journalist Philippe Remarque, correspondent werd trok ze met hem mee. Het gezin woonde en werkte in Moskou (1991-1995) Berlijn (1999-2005), Moskou, Den Haag en Washington D.C. en vestigde zich rond 2010 in Amsterdam. Zelf werkte ze ook in die jaren; zo was ze radiocorrespondent in Moskou (ze studeerde er enige tijd Russisch) en begon in Berlijn met kookrubrieken voor de Volkskrant.  De rubriek de Volkskeuken verscheen tot begin 2001. Vanuit die rubrieken volgden dan weer enkele kookboeken. Van 2005 tot eind 2024 schreef ze ook een niet-culinaire column voor de Volkskrant, eerst alleen in de zaterdagbijlage Volkskrant Magazine en sinds 2011 ook enkele malen per week in de reguliere krant. Haar laatste column in de Volkskrant verscheen op 23 december 2024; ze vond de krant te polariserend geworden. De film Soof is losjes gebaseerd op de columns. Ook had Witteman een maandelijkse column in het tijdschrift LINDA. en vanaf 2015 in de Libelle. In februari 2025 verscheen haar eerste column voor Het Parool, de Amsterdamse krant waar ze vanaf dan drie maal per week een bijdrage voor levert.

## Columns
Haar columns zijn gebaseerd op belevenissen en ontmoetingen die ze daadwerkelijk had. Ze gaf in 2025 zelf toe dat ze te weinig fantasie had om een column bij elkaar te fantaseren. Haar grote voorbeeld voor wat belevenissen is Simon Carmiggelt en zijn Kronkels. Ze voelt zich net als hij toeschouwer van het leven en liet zich door die rubriek inspireren. Ze schreef onder meer het voorwoord voor diens bundel Ik lieg de waarheid.  Ook de columns van Martin Bril konden haar goedkeuring wegdragen.   Binnen die schrijfwereld ervoer ze enige seksisme, wat een manlijke auteur schrijft wordt niet hetzelfde beoordeeld als wat een vrouwelijke columnist schrijft, juist daar waar het gaat over artikelen met hetzelfde onderwerp.  Die colums Martin Bril wezen haar ook op de vergankelijkheid van de columns; jonge mensen kenden hem (overleden in 2009) soms in de jaren twintig al niet meer. Zelf vindt ze haarzelf een boekenwurm; het begon al in haar jeugd met frequente bezoeken aan de bibliotheek en ze was het in 2025 nog niet kwijt. 
Op 19 april 2013 begon Witteman de online-petitie 'Nee tegen het Koningslied', uit protest tegen het Koningslied.